# Barbacs
Barbacs [barbač] je obec v Maďarsku v župě Győr-Moson-Sopron, spadající pod okres Csorna. Nachází se asi 4 km severozápadně od Csorny. Žije zde 756 obyvatel. Dle údajů z roku 2011 tvoří 92,1 % obyvatelstva Maďaři, 0,7 % Němci a 0,4 % Rumuni, přičemž 7,6 % obyvatel se ke své národnosti nevyjádřilo.

## Sousední obce
| Růžice kompasu |        | Maglóca | Markotabödöge | Růžice kompasu |
| Růžice kompasu | Csorna | Sever   | Kóny          | Růžice kompasu |
| Růžice kompasu | Csorna | Barbacs | Kóny          | Růžice kompasu |
| Růžice kompasu | Csorna | Jih     | Kóny          | Růžice kompasu |
| Růžice kompasu | Dör    |         |               | Růžice kompasu |